# Straßenradsport-Weltmeisterschaften 2022

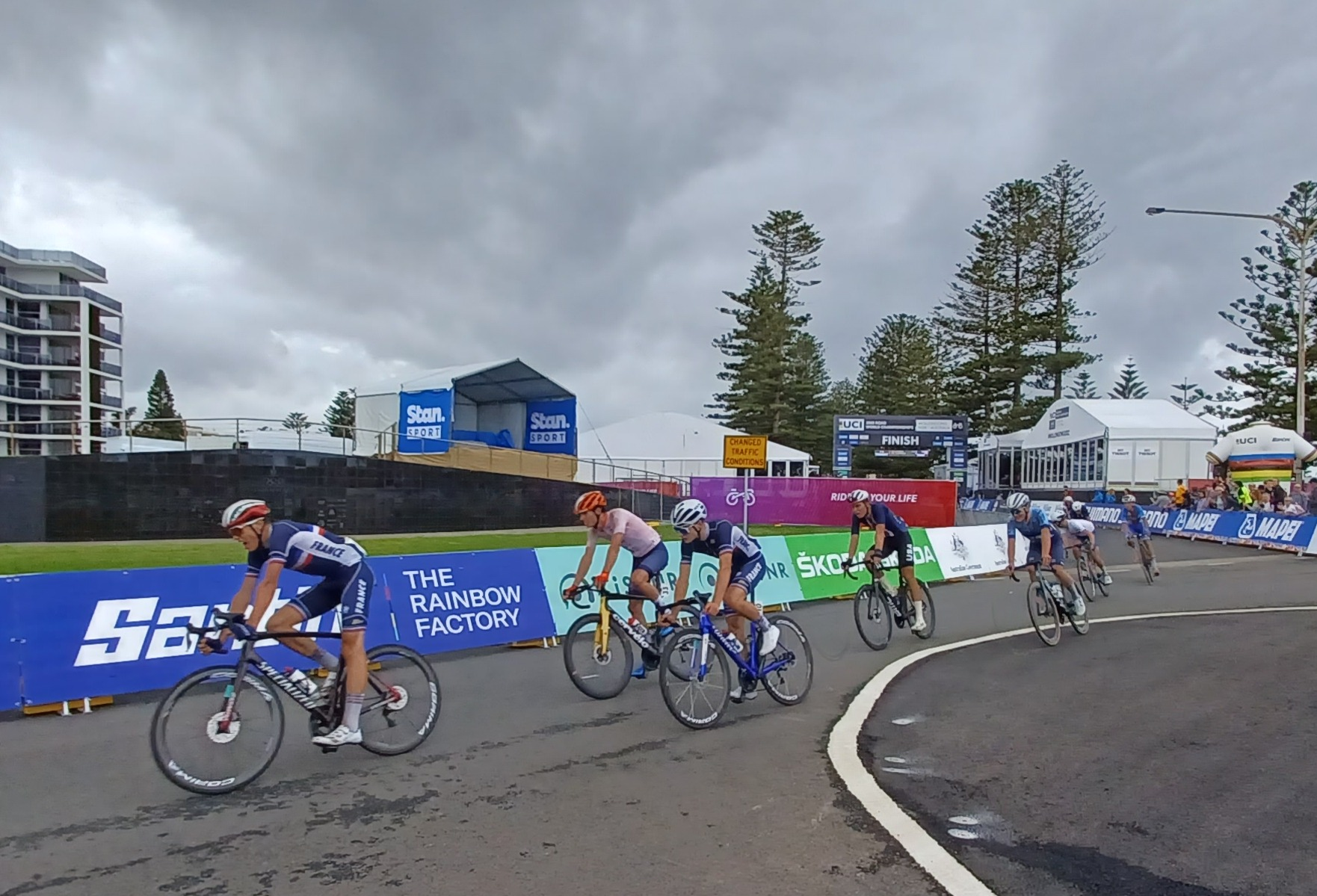
Szene aus dem Straßenrennen der Junioren

Die Straßenradsport-Weltmeisterschaften 2022 wurden vom 18. bis 25. September 2022 in der australischen Stadt Wollongong ausgetragen, einem Ort mit rund 260.000 Einwohnern in New South Wales.
Es wurden elf Entscheidungen ausgefahren, darunter erstmals in der Geschichte der Weltmeisterschaften auch in der Kategorie Frauen U23. Die Fahrerinnen der Elite und der U23 starteten sowohl im Zeitfahren als auch im Straßenrennen gemeinsam. Die U23-Fahrerinnen nahmen so gleichzeitig an der Elite-Wertung als auch an einer gesonderten U23-Wertung teil.

## Beteiligung
Ursprünglich meldeten 80 Mitgliedsverbände der UCI ihre Teilnahme an. Aus verschiedenen Gründen konnten jedoch nicht alle tatsächlich an den Start gehen, so dass sich letztlich 642 Sportler aller Altersklassen aus 70 Ländern beteiligten. Hinzu kamen die Mannschaften des World Cycling Centres, Neukaledoniens und Tahitis, die in der Mixed-Staffel antraten. Die beiden letzteren sind zwar assoziierte Mitglieder des Ozeanischen Radsportverbands, gehören der UCI aber nicht direkt an, sondern über den französischen Radsportverband, ihre Sportler hätten also normalerweise in der Nationalmannschaft Frankreichs antreten müssen. Außerdem beteiligten sich Bangladesch, Samoa, die Vereinigten Arabischen Emirate sowie der Vatikan erstmals an der Straßen-WM.
Umgekehrt waren die Weltmeisterschaften auch von einer Reihe Absagen betroffen. Ein Grund bestand in den generell gestiegenen Reisekosten nach der Covid-Krise in Verbindung mit der Austragung im fernen Australien. Die Mannschaft Irlands sagte ihre Teilnahme aus diesem Grund komplett ab, die Neuseelands schickte ein stark reduziertes Aufgebot, da ihre besten Profis üblicherweise in Europa tätig sind. Weitere Fahrer mussten ihre Teilnahme dem Kampf um die WorldTour-Lizenzen opfern, die nach Ende der Saison gemäß dem Stand der Weltrangliste neu vergeben wurden. Mehrere „abstiegsgefährdete“ Teams sahen sich daher außerstande, ihre Fahrer freizustellen. Die Mannschaften von Russland und Belarus waren wegen des Kriegs in der Ukraine von der Teilnahme ausgeschlossen.

## Zeitplan

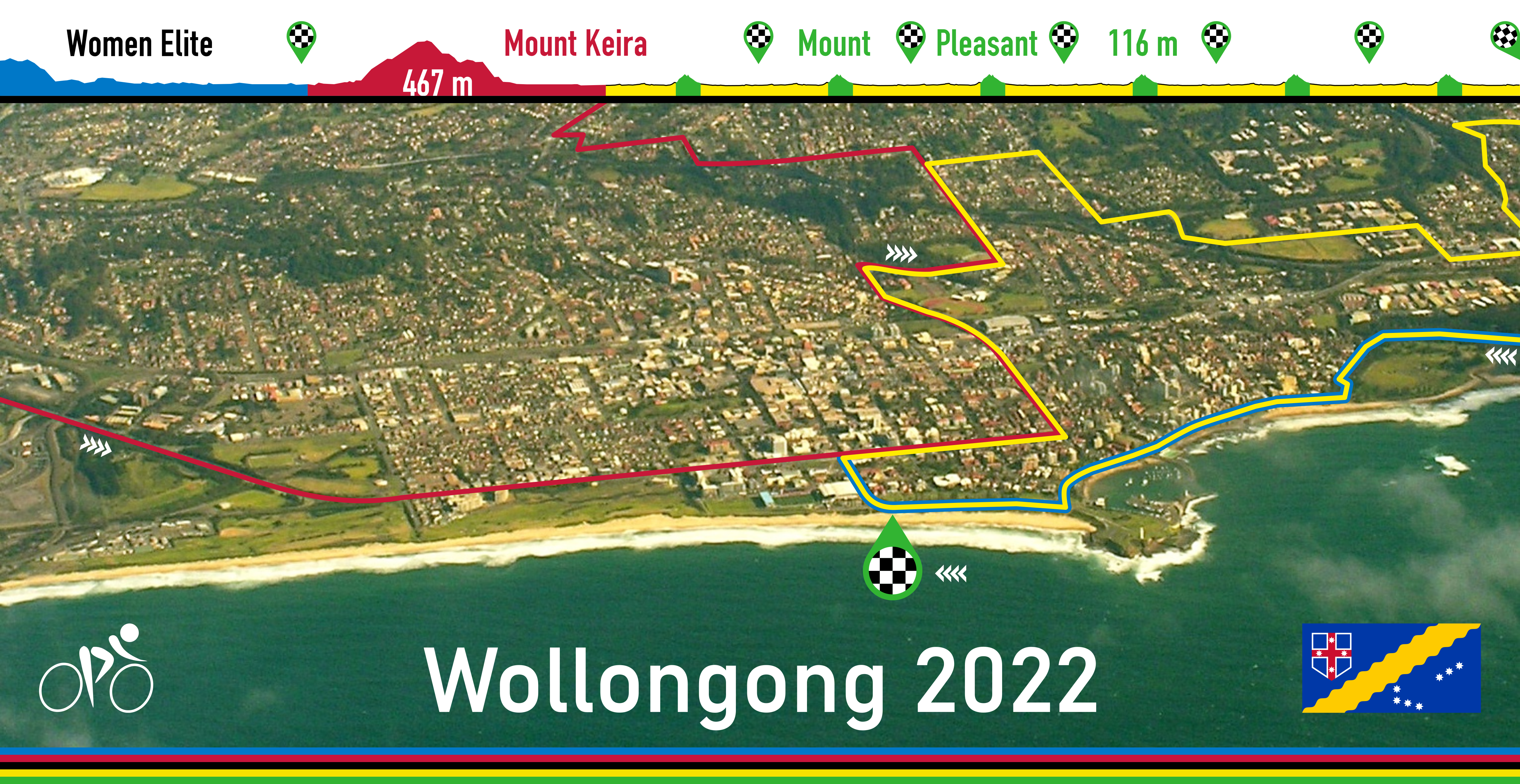
Start und Ziel der Rundkurse lagen am Strand von Wollongong. Die Elite-Straßenrennen starteten in Helensburgh im Norden (blau) und gingen über den Mount Keira (rot)

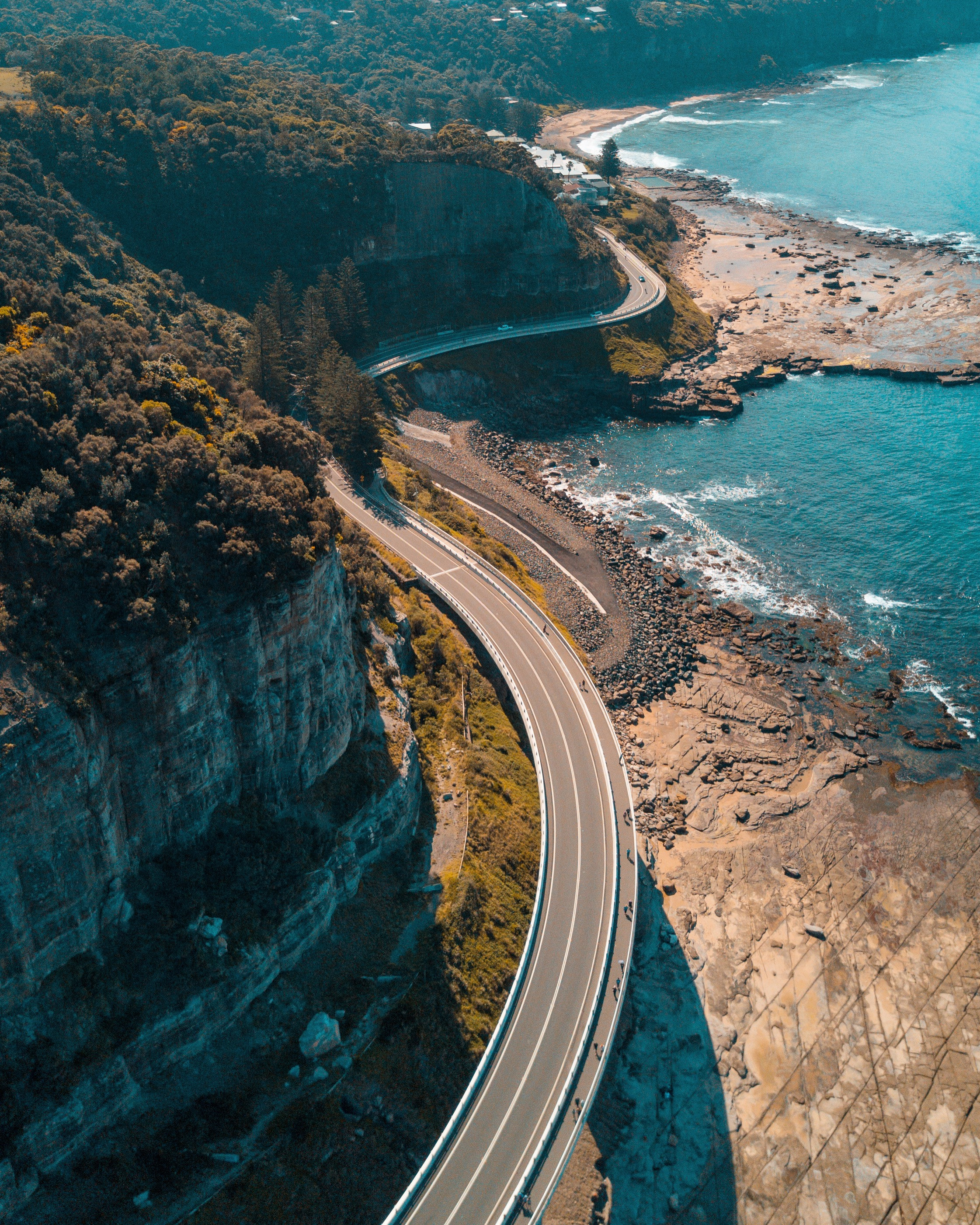
Südlich von Helensburgh führte die Rennstrecke über die Sea Cliff Bridge

| Datum                   | Zeit (MESZ)      | Klasse           | Distanz (km)     | Runden               | Höhenmeter       | Weltmeister(in) 2022 | Weltmeister(in) 2021  |                  |
| Einzelzeitfahren        | Einzelzeitfahren | Einzelzeitfahren | Einzelzeitfahren | Einzelzeitfahren     | Einzelzeitfahren | Einzelzeitfahren     | Einzelzeitfahren      | Einzelzeitfahren |
| ----------------------- | ---------------- | ---------------- | ---------------- | -------------------- | ---------------- | -------------------- | --------------------- | ---------------- |
| Sonntag, 18. September  | 1:35             | Frauen Elite     | 34,2             | 2 × CC               | 312              | Ellen van Dijk       | Ellen van Dijk        |                  |
| Sonntag, 18. September  | 1:35             | Frauen U23       | 34,2             | 2 × CC               | 312              | Vittoria Guazzini    | nicht ausgetragen     |                  |
| Sonntag, 18. September  | 5:40             | Männer Elite     | 34,2             | 2 × CC               | 312              | Tobias Foss          | Filippo Ganna         |                  |
| Montag, 19. September   | 5:20             | Männer U23       | 28,8             | 2 × CC               | 264              | Søren Wærenskjold    | Johan Price-Pejtersen |                  |
| Dienstag, 20. September | 1:30             | Juniorinnen      | 14,1             | 1 × CC               | 132              | Zoe Bäckstedt        | Aljona Iwantschenko   |                  |
| Dienstag, 20. September | 5:20             | Junioren         | 28,8             | 2 × CC               | 264              | Joshua Tarling       | Gustav Wang           |                  |
| Mannschaftszeitfahren   |                  |                  |                  |                      |                  |                      |                       |                  |
| Mittwoch, 21. September | 6:20             | Mixed-Staffel    | 28,2             | je 1 × CC            | 264              | Schweiz              | Deutschland           |                  |
| Straßenrennen           |                  |                  |                  |                      |                  |                      |                       |                  |
| Freitag, 23. September  | 0:15             | Junioren         | 135,6            | 8 × MP               | 2016             | Emil Herzog          | Per Strand Hagenes    |                  |
| Freitag, 23. September  | 5:00             | Männer U23       | 169,8            | 10 × MP              | 2520             | Jewgeni Fedorow      | Filippo Baroncini     |                  |
| Samstag, 24. September  | 0:00             | Juniorinnen      | 67,2             | 4 × MP               | 1008             | Zoe Bäckstedt        | Zoe Bäckstedt         |                  |
| Samstag, 24. September  | 4:25             | Frauen Elite     | 164,3            | HW, 1× MKL + 6 × MP  | 2433             | Annemiek van Vleuten | Elisa Balsamo         |                  |
| Samstag, 24. September  | 4:25             | Frauen U23       | 164,3            | HW, 1× MKL + 6 × MP  | 2433             | Niamh Fisher-Black   | nicht ausgetragen     |                  |
| Sonntag, 25. September  | 2:15             | Männer Elite     | 266,9            | HW, 1× MKL + 12 × MP | 3945             | Remco Evenepoel      | Julian Alaphilippe    |                  |

CC=City Circuit (17,1 km), HW=Helensburgh–Wollongong (27,7 km), MKL = Mount Keira Loop (34,2 km), MP = City Circuit mit Mount Pleasant (17,1 km)
Die Zeiten sind im Format Mitteleuropäische Sommerzeit (MESZ) angegeben. Der Zeitunterschied zu Wollongong (AEST) beträgt −8 Stunden, sprich: 8 Uhr in Deutschland sind 16 Uhr in Wollongong.

## Kurs
Die Einzel- und Mannschafts-Zeitfahren wurden auf einem Kurs in Wollongong ausgetragen, wobei die Elite bei den Männern und Frauen eine kleine Zusatzschleife im Norden der Stadt drehte (City Circuit = 17,1 km). Ein Teil der Strecke führte entlang der Pazifik-Küste, wo sich auch das Ziel der verschiedenen Rennen befand.

Die Straßenrennen der Juniorinnen und Junioren sowie der Männer-U23 nutzten denselben Rundkurs, erweitert um eine Schleife zum Vorort Mount Pleasant, die mit 100 Höhenmetern und bis zu 14 % Steigung die Haupt-Schwierigkeit des Rennens darstellte. Die Rennen der Elite – Frauen und Männer – starteten in Helensburgh, fuhren bis Wollongong am Meer entlang, um eine Runde über den Mount Keira (473 Meter hoch) und anschließend mehrfach über den innerstädtischen Rundkurs inklusive Mount Pleasant zu drehen.

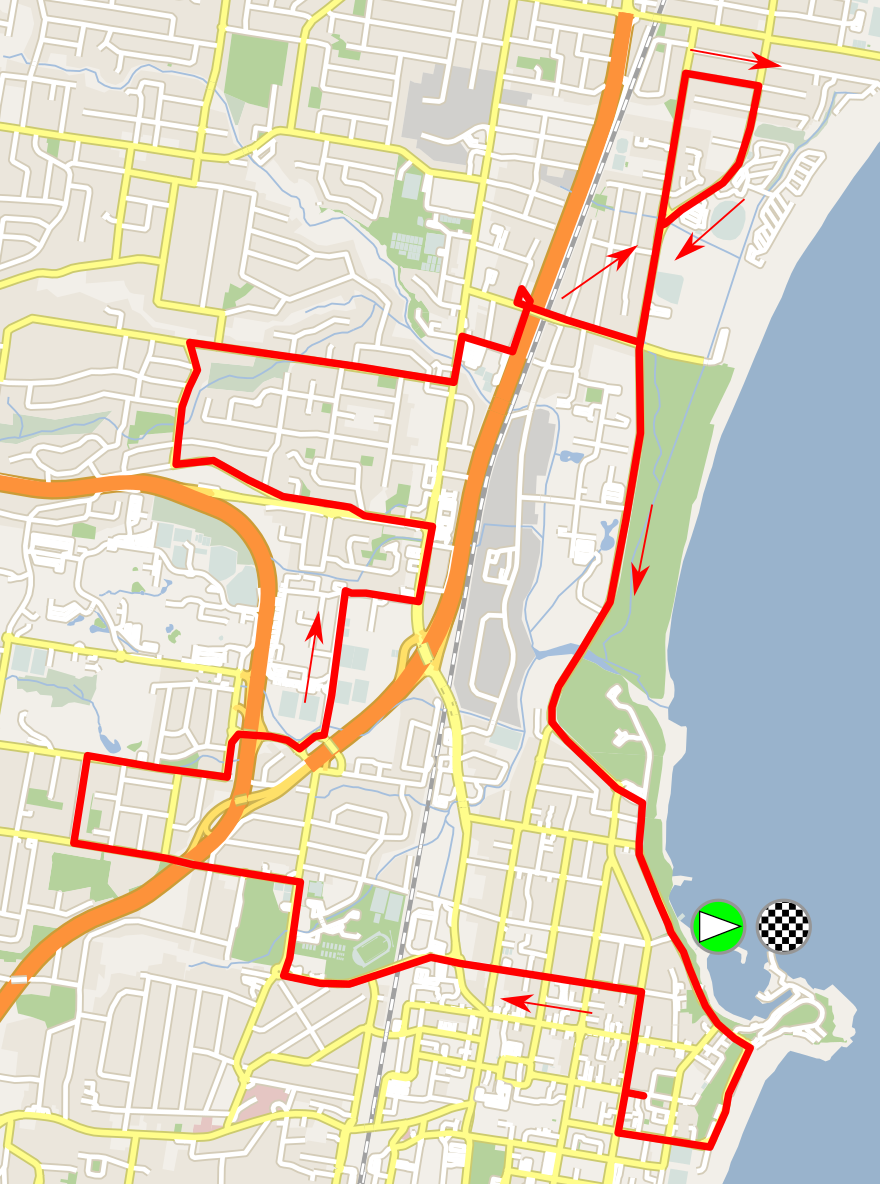
Einzelzeitfahren der Elite (Frauen/Männer)
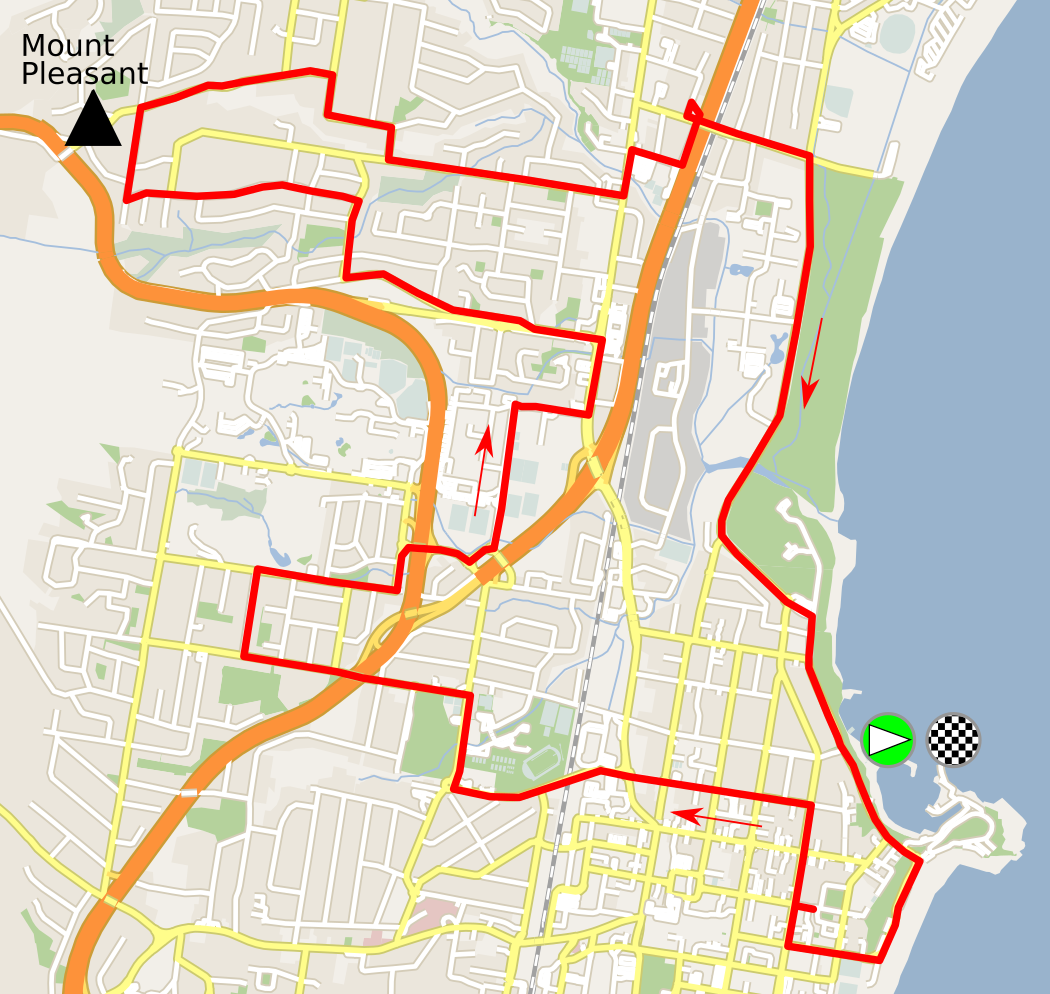
Finaler Rundkurs der Straßenrennen

## Resultate

### Mixed-Staffel
| Platz | Land        | Fahrer                                                 | Fahrerinnen                                              | Zeit (min)             |
| ----- | ----------- | ------------------------------------------------------ | -------------------------------------------------------- | ---------------------- |
| 1     | Schweiz     | Mauro Schmid Stefan Küng Stefan Bissegger              | Elise Chabbey Marlen Reusser Nicole Koller               | 33:47,17 (50,080 km/h) |
| 2     | Italien     | Edoardo Affini Matteo Sobrero Filippo Ganna            | Elisa Longo Borghini Elena Cecchini Vittoria Guazzini    | + 0:02,92              |
| 3     | Australien  | Michael Matthews Lucas Plapp Luke Durbridge            | Georgia Baker Alexandra Manly Sarah Roy                  | + 0:38,40              |
| 4     | Deutschland | Miguel Heidemann Jannik Steimle Nikias Arndt           | Liane Lippert Mieke Kröger Romy Kasper                   | + 0:45,89              |
| 5     | Niederlande | Bauke Mollema Mathieu van der Poel Daan Hoole          | Riejanne Markus Annemiek van Vleuten Ellen van Dijk      | + 0:51,93              |
| 6     | Dänemark    | Magnus Cort Nielsen Mikkel Frølich Honoré Mikkel Bjerg | Julie Leth Rebecca Koerner Emma Norsgaard Bjerg          | + 0:58,40              |
| 7     | Frankreich  | Eddy Le Huitouze Bruno Armirail Rémi Cavagna           | Aude Biannic Coralie Demay Juliette Labous               | + 0:58,72              |
| 8     | Belgien     | Nathan Van Hooydonck Quinten Hermans Pieter Serry      | Julie De Wilde Jesse Vandenbulcke Valerie Demey          | + 1:49,44              |
| 9     | Polen       | Mateusz Gajdulewicz Maciej Bodnar Kacper Gieryk        | Dominika Włodarczyk Agnieszka Skalniak Marta Jaskulska   | + 1:51,58              |
| 10    | Spanien     | Oier Lazkano Raúl García Pierna Iván Romeo             | Lourdes Oyarbide Sandra Alonso Idoia Eraso               | + 2:43,99              |
|       | …           |                                                        |                                                          |                        |
| 11    | Österreich  | Tobias Bayer Sebastian Schönberger Felix Gall          | Christina Schweinberger Anna Kiesenhofer Carina Schrempf | + 3:30,30              |

Streckenlänge: 2 × 14,1 Kilometer.
Für die Mixed-Staffel gab es keine festgelegten Qualifikations-Kriterien, das Organisationskomitee traf eine Auswahl nach sportlichen Gesichtspunkten, aber auch im Hinblick auf Diversität; so wurden Länder mit eher geringer Radsport-Tradition wie Kap Verde oder Südsudan eingeladen. Diese beiden waren letztlich nicht unter den 16 Mannschaften am Start, dafür aber gesonderte Mannschaften Neukaledoniens und Tahitis, die eigentlich zum französischen Verband gehören.
Die mit starken Zeitfahr-Spezialisten vertretene Schweiz setzte sich knapp vor Italien durch. Für Gesprächsstoff sorgte die vom Pech verfolgte niederländische Mannschaft, bei der zunächst Bauke Mollema durch ein Kettenproblem ausfiel und auch noch von einer Möwe attackiert wurde. Beim Start des Frauen-Trios stürzte Annemiek van Vleuten durch ein technisches Problem und zog sich einen Haarriss im Ellenbogen zu. Da nur jeweils zwei Fahrer bzw. Fahrerinnen ins Ziel kommen müssen, konnten die Niederlande die Staffel dennoch beenden und waren nur sechs Sekunden langsamer als Titelverteidiger Deutschland, bei denen freilich nur zwei aus der Siegermannschaft von 2021 vertreten waren.

### Frauen Elite

#### Einzelzeitfahren
| Rang | Athletin                | Zeit (min)             |
| ---- | ----------------------- | ---------------------- |
| 1    | Ellen van Dijk          | 44:28,60 (46,137 km/h) |
| 2    | Grace Brown             | + 0:12,73              |
| 3    | Marlen Reusser          | + 0:41,68              |
| 4    | Vittoria Guazzini       | + 0:52,11              |
| 5    | Leah Thomas             | + 1:18,47              |
| 6    | Kristen Faulkner        | + 1:25,45              |
| 7    | Annemiek van Vleuten    | + 1:43,02              |
| 8    | Georgia Baker           | + 1:46,44              |
| 9    | Lotte Kopecky           | + 1:50,13              |
| 10   | Anna Kiesenhofer        | + 1:56,82              |
|      | …                       |                        |
| 12   | Mieke Kröger            | + 2:28,63              |
| 18   | Ricarda Bauernfeind     | + 3:09,48              |
| 26   | Elena Hartmann          | + 5:01,10              |
| –    | Christina Schweinberger | DNS                    |

Streckenlänge: 34,2 Kilometer
Es gingen 42 Fahrerinnen aus 27 Ländern an den Start des Rennens, in dem zugleich die U23-Weltmeisterin ermittelt wurde. Grace Brown startete früh und setzte lange Zeit den Maßstab. Ihre erste Zwischenzeit wurde nur noch von den beiden letzten Fahrerinnen unterboten, Europameisterin Marlen Reusser und Titelverteidigerin Ellen van Dijk. Reusser konnte ihr Tempo auf der zweiten Runde nicht halten und wurde im Ziel Dritte. Van Dijk verteidigte ihren Vorsprung und wurde zum dritten Mal Weltmeisterin dieser Disziplin. Die Olympiasiegerinnen von Tokio, Annemiek van Vleuten und Anna Kiesenhofer, kamen ebenfalls unter die ersten Zehn.
Die Österreicherin Christina Schweinberger ging wegen Verdachts auf Corona (ihre Schwester und Zimmernachbarin Kathrin war erkrankt) nicht an den Start.

#### Straßenrennen
| Rang | Athletin                | Zeit (h)              |
| ---- | ----------------------- | --------------------- |
| 1    | Annemiek van Vleuten    | 4:24:25 (37,282 km/h) |
| 2    | Lotte Kopecky           | + 0:01                |
| 3    | Silvia Persico          | gl. Zeit              |
| 4    | Liane Lippert           | gl. Zeit              |
| 5    | Cecilie Uttrup Ludwig   | gl. Zeit              |
| 6    | Arlenis Sierra          | gl. Zeit              |
| 7    | Juliette Labous         | gl. Zeit              |
| 8    | Katarzyna Niewiadoma    | gl. Zeit              |
| 9    | Elise Chabbey           | gl. Zeit              |
| 10   | Elisa Longo Borghini    | gl. Zeit              |
|      | …                       |                       |
| 13   | Marlen Reusser          | + 0:11                |
| 20   | Ricarda Bauernfeind     | + 0:13                |
| 32   | Noemi Rüegg             | + 4:57                |
| 33   | Carina Schrempf         | gl. Zeit              |
| 57   | Romy Kasper             | + 9:32                |
| 63   | Elena Hartmann          | + 12:23               |
| 72   | Franziska Koch          | + 15:51               |
| 73   | Nina Berton             | gl. Zeit              |
| –    | Nicole Koller           | DNF                   |
| –    | Lea Lin Teutenberg      | DNF                   |
| –    | Mieke Kröger            | DNF                   |
| –    | Christina Schweinberger | DNS                   |
| –    | Kathrin Schweinberger   | DNS                   |

Streckenlänge: 164,3 Kilometer
Es gingen 126 Fahrerinnen aus 38 Ländern an den Start des Rennens, in dem zugleich die U23-Weltmeisterin ermittelt wurde. Die zu den Favoriten gehörende Niederländerin Demi Vollering sowie die österreichischen Schwestern Schweinberger mussten wegen positiver Covid-Tests verzichten.
Auf dem vorletzten Anstieg bildete sich nach einer Attacke von Liane Lippert eine Spitzengruppe von fünf Fahrerinnen (Lippert, Longo Borghini, Niewiadoma, Uttrup Ludwig sowie Ashleigh Moolman-Pasio). Es kam jedoch keine Kooperation zustande, so dass wieder eine größere Gruppe zusammenkam. Am letzten Anstieg bildete sich dieselbe Fünfergruppe erneut und gewann einen Vorsprung von 20 Sekunden auf eine Gruppe von acht Fahrerinnen. Erneut mangelte es vorne an entschlossener Zusammenarbeit, und zunächst Reusser, die sich in den Dienst ihrer SD-Worx-Teamkameradin, der Sprinterin Kopecky, stellte, dann die zweite Schweizerin Chabbey fuhren das Loch zu. Als die beiden Gruppen unter der Kilometermarke zusammenkamen, fiel das Tempo still. Annemiek van Vleuten, die sich bei einem Sturz im Mannschaftszeitfahren den Ellenbogen angebrochen hatte, attackierte von hinten, ohne dass jemand reagierte, und gewann das Rennen vor einer sichtlich frustrierten Lotte Kopecky.
Van Vleuten krönte mit der Weltmeisterschaft eine einzigartige Saison, in der sie bereits u. a. den Giro d’Italia Donne, die erstmals ausgetragene Tour de France Femmes und die Madrid Challenge by La Vuelta gewonnen hatte.

### Männer Elite

#### Einzelzeitfahren
| Rang | Athlet           | Zeit (min)             |
| ---- | ---------------- | ---------------------- |
| 1    | Tobias Foss      | 40:02,78 (51,241 km/h) |
| 2    | Stefan Küng      | + 0:02,95              |
| 3    | Remco Evenepoel  | + 0:09,16              |
| 4    | Ethan Hayter     | + 0:39,95              |
| 5    | Stefan Bissegger | + 0:46,81              |
| 6    | Tadej Pogačar    | + 0:48,13              |
| 7    | Filippo Ganna    | + 0:55,32              |
| 8    | Nelson Oliveira  | + 0:58,98              |
| 9    | Yves Lampaert    | + 1:08,84              |
| 10   | Bruno Armirail   | + 1:09,24              |
|      | …                |                        |
| 16   | Nikias Arndt     | + 1:42,50              |
| 20   | Miguel Heidemann | + 2:01,04              |

Streckenlänge: 34,2 Kilometer
Es gingen 48 Fahrer aus 30 Ländern an den Start, aufgeteilt in vier Wellen. Vor der letzten Welle, in der die meisten Favoriten platziert waren, hielt Europameister Stefan Bissegger die Bestzeit. Als die letzten Fahrer an die erste Zwischenzeit kamen, lagen sechs von ihnen innerhalb von nur vier Sekunden, und alle vor Bissegger: Stefan Küng, Remco Evenepoel, Filippo Ganna, die alle schon WM-Medaillen gewonnen hatten, sowie die jüngeren Talente Tobias Foss, Ethan Hayter und Magnus Sheffield.
Hayter erlitt einen Kettenabsprung, Sheffield stürzte in einer Kurve, und Ganna vermochte das Tempo nicht zu halten. Lag Küng an der zweiten Zwischenzeit noch 11 Sekunden vor Foss, musste er im Ziel dem Überraschungssieger aus Norwegen den Vortritt lassen. Evenepoel errang eine Woche nach seinem Sieg bei der Vuelta die Bronzemedaille.

#### Straßenrennen
| Rang | Athlet                | Zeit (h)              |
| ---- | --------------------- | --------------------- |
| 1    | Remco Evenepoel       | 6:16:08 (42,575 km/h) |
| 2    | Christophe Laporte    | + 2:21                |
| 3    | Michael Matthews      | gl. Zeit              |
| 4    | Wout van Aert         | gl. Zeit              |
| 5    | Matteo Trentin        | gl. Zeit              |
| 6    | Alexander Kristoff    | gl. Zeit              |
| 7    | Peter Sagan           | gl. Zeit              |
| 8    | Alberto Bettiol       | gl. Zeit              |
| 9    | Ethan Hayter          | gl. Zeit              |
| 10   | Mattias Jensen        | gl. Zeit              |
|      | …                     |                       |
| 17   | Mauro Schmid          | gl. Zeit              |
| 20   | Stefan Küng           | gl. Zeit              |
| 21   | Kevin Geniets         | gl. Zeit              |
| 38   | Silvan Dillier        | + 3:01                |
| 40   | Sebastian Schönberger | gl. Zeit              |
| 45   | Bob Jungels           | gl. Zeit              |
| 52   | Nikias Arndt          | + 3:08                |
| 62   | Tobias Bayer          | + 6:11                |
| 72   | Jannik Steimle        | + 6:37                |
| 88   | Simon Pellaud         | + 11:28               |
| 89   | Fabian Lienhard       | gl. Zeit              |
| 95   | Luc Wirtgen           | gl. Zeit              |
| 97   | Felix Gall            | gl. Zeit              |
| –    | Jonas Koch            | DNF                   |
| –    | Miguel Heidemann      | DNF                   |
| –    | Georg Zimmermann      | DNF                   |
| –    | Nico Denz             | DNF                   |
| –    | Stefan Bissegger      | DNF                   |
| –    | Colin Heiderscheid    | DNF                   |

Streckenlänge: 266,9 Kilometer
Es gingen 169 Fahrer aus 50 Ländern an den Start. Mit Mathieu van der Poel stieg einer der Favoriten schon nach 30 Kilometern vom Rad, da er nach einem Streit wegen Ruhestörung die Nacht auf der Polizeiwache verbracht und keinen Schlaf bekommen hatte.
Nach einer hektischen Anfangsphase, in der sich das Peloton auf dem Mount Keira zwischenzeitlich geteilt hatte, gab es nach 80 km eine Ausreißergruppe von 16 Fahrern vor einem geschlossenen Peloton. Erstere bekam bis zu sieben Minuten Vorsprung, ansonsten tat sich auf den nächsten 100 km nichts von Belang.
Am fünftletzten Anstieg kam wieder Bewegung ins Rennen. Im Peloton setzte sich eine Gruppe von 20 Fahrern mit Remco Evenepoel, Romain Bardet und Florian Sénéchal ab und stieß eine Runde später zu den Ausreißern. Die übrigen als Favoriten gehandelten Fahrer verblieben im Peloton und spekulierten darauf, die Spitzengruppe später einzuholen. In keiner der beiden Gruppen kam es indes zu echter Zusammenarbeit. Der Vorsprung der Spitzengruppe wuchs dennoch auf zwei Minuten, weil ihre Mitglieder sich ständig attackierten, während das Peloton passiv blieb.
Bei der vorletzten Zieldurchfahrt konnte Evenepoel sich entscheidend absetzen, zunächst mit Alexei Luzenko, den er am folgenden Anstieg abhängte. Das Rennen geriet nun zu einer Demonstration, bei der sein Vorsprung ständig wuchs. Luzenko wurde kurz vor Schluss von anderen Mitgliedern der ursprünglichen Spitzengruppe eingeholt, die den Schlusskilometer im Poker um die Medaillen sehr langsam fuhren. Dies erlaubte dem Peloton, sie noch einzuholen, so dass Laporte und Matthews unverhofft zu Silber und Bronze sprinteten.
Evenepoel schaffte auf diese Weise im Alter von 22 Jahren in nur einer Saison drei der größten Erfolge, die ein Rennfahrer erreichen kann: Mit Lüttich-Bastogne-Lüttich gewann er eines der fünf bedeutendsten Eintagesrennen, der so genannten „Monumente“; mit der Vuelta eine große Landesrundfahrt und zusätzlich die Weltmeisterschaft im Straßenrennen. Zuletzt gelang dies Bernard Hinault 1980.

### Frauen U23
Die U23-Fahrerinnen starteten in beiden Disziplinen im Feld der Elite und nahmen an deren Wertung teil, hatten aber zugleich ihre eigene Wertung und damit zwei Medaillenchancen auf einmal.

#### Einzelzeitfahren
| Rang | Athletin            | Zeit (min)             |
| ---- | ------------------- | ---------------------- |
| 1    | Vittoria Guazzini   | 45:20,71 (45,253 km/h) |
| 2    | Shirin van Anrooij  | + 1:48,74              |
| 3    | Ricarda Bauernfeind | + 2:17,37              |

Streckenlänge: 34,2 Kilometer
Es gingen 11 Fahrerinnen dieser Kategorie an den Start. Vittoria Guazzini verpasste mit dem vierten Platz knapp das Podium der Elite, wurde dafür aber erste U23-Weltmeisterin dieser Disziplin. U23-Europameisterin Shirin van Anrooij belegte den 13. Platz im Klassement. Ricarda Bauernfeind, die als erste Fahrerin die WM eröffnet hatte, kam auf Rang 18 und errang so die Bronzemedaille der U23.

#### Straßenrennen
| Rang | Athletin            | Zeit (h)              |
| ---- | ------------------- | --------------------- |
| 1    | Niamh Fisher-Black  | 4:24:26 (37,280 km/h) |
| 2    | Pfeiffer Georgi     | + 0:12                |
| 3    | Ricarda Bauernfeind | gl. Zeit              |

Streckenlänge: 164,3 Kilometer
Es gingen 36 Fahrerinnen dieser Kategorie an den Start. Niamh Fisher-Black kam als Einzige mit der ersten Gruppe ins Ziel und wurde 12. des Elite-Rennens. In der zweiten Gruppe kamen Pfeiffer Georgi als 16., Ricarda Bauernfeind als 20., die Kanadierin Simone Boilard als 22. sowie die Britin Anna Shackley als 26. ins Ziel. 18 Fahrerinnen dieser Kategorie beendeten das Rennen nicht.

### Männer U23

#### Einzelzeitfahren
| Rang | Athlet               | Zeit (min)             |
| ---- | -------------------- | ---------------------- |
| 1    | Søren Wærenskjold    | 34:13,40 (50,492 km/h) |
| 2    | Alec Segaert         | + 0:16,34              |
| 3    | Leo Hayter           | + 0:24,16              |
| 4    | Logan Currie         | + 0:33,03              |
| 5    | Michel Heßmann       | + 0:39,03              |
| 6    | Carl-Frederik Bévort | + 0:39,39              |
| 7    | Eddy Le Huitouze     | + 0:50,77              |
| 8    | Raúl García Pierna   | + 1:02,20              |
| 9    | Mathias Vacek        | + 1:03,40              |
| 10   | Lorenzo Milesi       | + 1:04,53              |
|      | …                    |                        |
| 12   | Fabian Weiss         | + 1:15,53              |
| 20   | Hannes Wilksch       | + 2:14,35              |
| 25   | Alexandre Balmer     | + 2:32,48              |

Streckenlänge: 28,8 Kilometer

Es gingen 44 Fahrer aus 31 Ländern an den Start, von denen einer das Rennen nicht beendete.
Bévort, Hayter und schließlich Wærenskjold setzen nacheinander neue Bestmarken. Der Sieg Wærenskjolds geriet noch durch den Europameister Segaert in Gefahr, der als vorletzter Starter die beste Zwischenzeit erzielte. Er konnte sein Tempo jedoch nicht halten und errang Silber.

#### Straßenrennen
| Platz | Athlet                 | Zeit (h)              |
| ----- | ---------------------- | --------------------- |
| 1     | Jewgeni Fedorow        | 3:57:08 (42,963 km/h) |
| 2     | Mathias Vacek          | + 0:01                |
| 3     | Søren Wærenskjold      | + 0:03                |
| 4     | Madis Mihkels          | gl. Zeit              |
| 5     | Olav Kooij             | gl. Zeit              |
| 6     | Pavel Bittner          | gl. Zeit              |
| 7     | Matthew Dinham         | gl. Zeit              |
| 8     | Paul Penhoët           | gl. Zeit              |
| 9     | Matevž Govekar         | gl. Zeit              |
| 10    | Jenno Berckmoes        | gl. Zeit              |
|       | …                      |                       |
| 11    | Michel Heßmann         | gl. Zeit              |
| 15    | Alexandre Balmer       | gl. Zeit              |
| 30    | Maurice Ballerstedt    | + 3:34                |
| 31    | Hannes Wilksch         | gl. Zeit              |
| 33    | Tim Torn Teutenberg    | + 3:37                |
| 34    | Cédric Pries           | gl. Zeit              |
| 37    | Fabian Weiss           | gl. Zeit              |
| 39    | Nils Brun              | gl. Zeit              |
| 49    | Pierre-Pascal Keup     | + 5:43                |
| 61    | Arnaud Tendon          | + 9:39                |
| 64    | Jannis Peter           | gl. Zeit              |
| 67    | Mats Wenzel            | gl. Zeit              |
| 69    | Felix Engelhardt       | gl. Zeit              |
| –     | Martin Messner         | DNF                   |
| –     | Tom Parquet            | DNF                   |
| –     | Rafael Pereira Marques | DNF                   |
| –     | Arthur Kluckers        | DNF                   |

Streckenlänge: 169,8 Kilometer

Es gingen 129 der gemeldeten Fahrer aus 43 Nationen an den Start des Rennens über zehn Runden, drei traten nicht an.
Das Rennen fand unter widrigen äußeren Umständen statt, immer wieder ergossen sich heftige Schauer über die Fahrer. Im Anstieg der neunten Runde holte ein stark reduziertes Feld die fünfköpfige Ausreißergruppe ein, bis auf den Franzosen Mathis Le Berre, der verbissen weiterkämpfte. In der Abfahrt bekam er Gesellschaft durch Fedorow und Vacek sowie Alec Segaert, die mit ihm ein neues Spitzenquartett bildeten. Am letzten Anstieg mussten Le Berre und Segaert abreißen lassen, Fedorow und Vacek hielten ihren Vorsprung vor einer Gruppe von 15 Verfolgern. Am Ziel war Vacek mit seinen Kräften am Ende, und Fedorow gewann.

### Juniorinnen

#### Einzelzeitfahren
| Platz | Athletin              | Land | Zeit (min)             |
| ----- | --------------------- | ---- | ---------------------- |
| 1     | Zoe Bäckstedt         | GBR  | 18:26,78 (45,863 km/h) |
| 2     | Justyna Czapla        | GER  | + 1:35,58              |
| 3     | Febe Jooris           | BEL  | + 1:48,98              |
| 4     | Eliška Kvasničková    | CZE  | + 1:49,31              |
| 5     | Anna van der Meiden   | NED  | + 1:50,14              |
| 6     | Elisabeth Ebras       | EST  | + 1:50,87              |
| 7     | Nienke Vinke          | NED  | + 1:51,56              |
| 8     | Isabelle Carnes       | AUS  | + 1:54,55              |
| 9     | Laura Lizette Sander  | EST  | + 2:00,17              |
| 10    | Isabel Sharp          | GBR  | + 2:04,87              |
|       | …                     |      |                        |
| 11    | Hannah Kunz           | GER  | + 2:06,18              |
| 14    | Jette Simon           | GER  | + 2:14,90              |
| 18    | Fiona Zimmermann      | SUI  | + 2:31,94              |
| 20    | Daniela Schmidsberger | AUT  | + 2:39,40              |

Streckenlänge: 14,1 Kilometer

Es starteten 37 Fahrerinnen aus 22 Nationen. Bei den Ergebnissen gab es wenig Überraschungen: Die Vorjahres-Zweite Bäckstedt gewann mit riesigem Abstand, während die Erste und Dritte der Europameisterschaft auf den weiteren Medaillenplätzen landeten.

#### Straßenrennen
| Platz | Athletin              | Zeit (h)              |
| ----- | --------------------- | --------------------- |
| 1     | Zoe Bäckstedt         | 1:47:05 (37,653 km/h) |
| 2     | Églantine Rayer       | + 2:07                |
| 3     | Nienke Vinke          | gl. Zeit              |
| 4     | Francesca Pellegrini  | + 2:19                |
| 5     | Maho Kakita           | + 2:21                |
| 6     | Malwina Mul           | gl. Zeit              |
| 7     | Julia Kopecký         | gl. Zeit              |
| 8     | Eleonora Ciabocco     | gl. Zeit              |
| 9     | Xaydee van Sinaey     | gl. Zeit              |
| 10    | Alizée Rigaux         | gl. Zeit              |
|       | …                     |                       |
| 11    | Noëlle Rüetschi       | gl. Zeit              |
| 13    | Daniela Schmidsberger | gl. Zeit              |
| 14    | Jette Simon           | gl. Zeit              |
| 15    | Justyna Czapla        | gl. Zeit              |
| 33    | Jule Märkl            | + 5:06                |
| 36    | Fiona Zimmermann      | + 6:04                |
| 42    | Hannah Kunz           | + 6:22                |
| 55    | Seána Littbarski-Gray | + 8:38                |

Streckenlänge: 67,2 Kilometer
Es gingen 72 Fahrerinnen aus 24 Nationen an den Start des Rennens. Bereits beim ersten von vier Anstiegen auf Mount Pleasant konnten nur wenige Fahrerinnen das Tempo von Titelverteidigerin Bäckstedt mitgehen. Auf der Abfahrt setzte sie sich endgültig ab, fuhr einen großen Vorsprung heraus und wurde an ihrem 18. Geburtstag ungefährdet Weltmeisterin. Im Rest des Felds wagte die Niederländerin Vinke bei der letzten Zieldurchfahrt einen Alleingang. Am folgenden Anstieg bekam sie durch Rayer Gesellschaft, die den Zielsprint zur Silbermedaille gewann.

### Junioren

#### Einzelzeitfahren
| Platz | Athlet                | Land | Zeit (min)             |
| ----- | --------------------- | ---- | ---------------------- |
| 1     | Joshua Tarling        | GBR  | 34:59,26 (49,389 km/h) |
| 2     | Hamish McKenzie       | AUS  | + 0:19,19              |
| 3     | Emil Herzog           | GER  | + 0:33,45              |
| 4     | Jan Christen          | SUI  | + 0:59,52              |
| 5     | Romet Pajur           | EST  | + 1:07,04              |
| 6     | Artem Shmidt          | USA  | + 1:37,10              |
| 7     | Frank Aron Ragilo     | EST  | + 1:38,46              |
| 8     | Duarte Marivoet       | BEL  | + 1:40,63              |
| 9     | Jørgen Nordhagen      | NOR  | + 1:41,57              |
| 10    | Thibaud Gruel         | FRA  | + 1:41,64              |
|       | …                     |      |                        |
| 11    | Mathieu Kockelmann    | LUX  | + 1:44,15              |
| 12    | Louis Leidert         | GER  | + 1:53,86              |
| 17    | Benjamin Eckerstorfer | AUT  | + 2:08,74              |
| 33    | Tim Rey               | SUI  | + 3:13,66              |

Streckenlänge: 28,8 Kilometer
Es gingen 52 Fahrer aus 32 Nationen an den Start. Als vierter von ihnen setzte der Australier McKenzie eine Bestzeit und verharrte drei Stunden lang auf dem „Hot Seat“, bevor ihm Tarling als allerletzter Starter den Sieg noch entriss. Der vor ihm startende und ebenfalls favorisierte Belgier Verbrugghe musste kurz vor dem Start das Fahrrad wechseln, weil seine Übersetzung für Junioren nicht zugelassen war, und landete abgeschlagen auf dem 26. Platz.

#### Straßenrennen
| Platz | Athlet                | Zeit (h)              |
| ----- | --------------------- | --------------------- |
| 1     | Emil Herzog           | 3:11:07 (42,571 km/h) |
| 2     | António Morgado       | gl. Zeit              |
| 3     | Vlad Van Mechelen     | + 0:55                |
| 4     | Paul Magnier          | gl. Zeit              |
| 5     | Artem Shmidt          | gl. Zeit              |
| 6     | Menno Huising         | gl. Zeit              |
| 7     | Thibaud Gruel         | gl. Zeit              |
| 8     | Frank Aron Ragilo     | gl. Zeit              |
| 9     | Zachary Walker        | gl. Zeit              |
| 10    | Pavel Novák           | gl. Zeit              |
|       | …                     |                       |
| 12    | Jan Christen          | gl. Zeit              |
| 17    | Benjamin Eckerstorfer | + 2:48                |
| 21    | Mathieu Kockelmann    | + 7:16                |
| 29    | Louis Leidert         | + 11:18               |
| 32    | Fabian Wünstel        | + 11:50               |
| 34    | Mil Morang            | gl. Zeit              |
| 43    | Joël Tinner           | gl. Zeit              |
| 50    | Mauro Brenner         | gl. Zeit              |
| –     | Matteo Groß           | DNF                   |
| –     | Tim Rey               | DNF                   |
| –     | Ilhan Barhoumi        | DNF                   |

Streckenlänge: 135,6 Kilometer

Es gingen 106 Fahrer aus 37 Nationen an den Start des Rennens über acht Runden. Zwei der gemeldeten Fahrer aus Neuseeland traten das Rennen nicht an.
Bei Regenwetter kam es schon zu Beginn zu mehreren Stürzen, von denen Favoriten wie die beiden Ersten des Zeitfahrens, Joshua Tarling und Hamish McKenzie, sowie der Niederländer Max van der Meulen betroffen waren; sie sollten im weiteren Verlauf keine Rolle mehr spielen. Es entwickelte sich ein abwechslungsreiches Rennen, mit ständig sich ändernden Gruppen und stetig reduziertem Feld. António Morgado animierte das Rennen mit mehreren Attacken, so bei der letzten Zieldurchfahrt, womit er bis zu 30 Sekunden auf eine Gruppe von zwölf Verfolgern gewann. Auf dem letzten Berg setzte sich Emil Herzog an deren Spitze, hängte sie durch eine gewagte Abfahrt ab und holte Morgado drei Kilometer vor dem Ziel ein. Im langgezogenen Sprint setzte sich Herzog knapp gegen Morgado durch.

## Aufgebote

### Bund Deutscher Radfahrer
- Frauen: Ricarda Bauernfeind, Romy Kasper, Franziska Koch, Mieke Kröger, Liane Lippert, Lea Lin Teutenberg
- Männer: Nikias Arndt, Nico Denz, Miguel Heidemann, Jonas Koch, Jannik Steimle, Georg Zimmermann
- Männer (U23): Maurice Ballerstedt, Felix Engelhardt, Michel Heßmann, Pierre-Pascal Keup, Jannis Peter, Tim Torn Teutenberg, Hannes Wilksch. Starter im Einzelzeitfahren: Wilksch und Heßmann
- Juniorinnen: Justyna Czapla, Hannah Kunz, Seána Littbarski-Gray, Jule Märkl, Jette Simon. Starterinnen im Einzelzeitfahren: Kunz, Simon sowie Czapla, die als Europameisterin ein persönliches Startrecht hatte
- Junioren: Mauro Brenner, Matteo Groß, Emil Herzog, Louis Leidert, Fabian Wünstel. Starter im Einzelzeitfahren: Herzog und Leidert
- Die Starter im Einzelzeitfahren der Elite Frauen und Männer sowie im Mannschaftszeitfahren wurden vor Ort bestimmt.

### Österreichischer Radsport-Verband
- Frauen: Christina Schweinberger, Kathrin Schweinberger, Carina Schrempf
- Männer: Tobias Bayer, Felix Gall, Lukas Pöstlberger, Sebastian Schönberger
- Männer (U23): Martin Messner
- Juniorinnen: Daniela Schmidsberg
- Junioren: Benjamin Eckerstorfer

### Swiss Cycling
- Frauen/Frauen (U23): Elise Chabbey, Elena Hartmann, Nicole Koller, Marlen Reusser, Noemi Rüegg
- Männer: Stefan Bissegger, Silvan Dillier, Stefan Küng, Fabian Lienhard, Simon Pellaud, Mauro Schmid
- Männer (U23): Alexandre Balmer, Nils Brun, Arnaud Tendon, Fabian Weiss
- Juniorinnen: Noëlle Rüetschi, Fiona Zimmermann
- Junioren: Ilian Barhoumi, Jan Christen, Tim Rey, Joel Tinner

### Fédération du Sport Cycliste Luxembourgeois
- Frauen (U23): Nina Berton
- Männer: Kevin Geniets, Colin Heiderscheid, Bob Jungels, Luc Wirtgen
- Männer (U23): Arthur Kluckers, Tom Parquet, Rafael Pereira Marques, Cédric Pries, Mats Wenzel
- Junioren: Mathieu Kockelmann, Mil Morang

## Medaillenspiegel
| Rang  | Land           | Gold | Silber | Bronze | Gesamt |
| ----- | -------------- | ---- | ------ | ------ | ------ |
| 1     | Großbritannien | 3    | 1      | 1      | 5      |
| 2     | Niederlande    | 2    | 1      | 1      | 4      |
| 3     | Norwegen       | 2    | 0      | 1      | 3      |
| 4     | Belgien        | 1    | 2      | 3      | 6      |
| 5     | Deutschland    | 1    | 1      | 3      | 5      |
| 6     | Italien        | 1    | 1      | 1      | 3      |
| 6     | Schweiz        | 1    | 1      | 1      | 3      |
| 8     | Kasachstan     | 1    | 0      | 0      | 1      |
| 8     | Neuseeland     | 1    | 0      | 0      | 1      |
| 10    | Australien     | 0    | 2      | 2      | 4      |
| 11    | Frankreich     | 0    | 2      | 0      | 2      |
| 12    | Portugal       | 0    | 1      | 0      | 1      |
| 12    | Tschechien     | 0    | 1      | 0      | 1      |
| Total | Total          | 13   | 13     | 13     | 39     |